# سخم‌رع شدواست
سِخِم‌رَع شِدواست (به انگلیسی: Sekhemre Shedwast) فرمانروایی در دودمان تبسی شانزدهم مصر باستان بود که در دوره دوم میانی حکومت می‌کرد و جانشین شاه ببی‌عنخ بود. از او اطلاعات چندانی در دست نیست.